# Ottelia emersa
Ottelia emersa là một loài thực vật có hoa trong họ Hydrocharitaceae. Loài này được Z.C.Zhao & R.L.Luo mô tả khoa học đầu tiên năm 1987.